# مايكل هيربغ
مايكل هيربغ (بالألمانية: Michael Herbig )‏ (و. 1968  م) هو مخرج أفلام، وكاتب سيناريو، ومنتج أفلام، وممثل أفلام ألماني، ولد في ميونخ.

## جوائز
حصل على جوائز منها:
- رومي  [لغات أخرى]‏.

## وصلات خارجية
- مايكل هيربغ على موقع IMDb (الإنجليزية)
- مايكل هيربغ على موقع روتن توميتوز (الإنجليزية)
- مايكل هيربغ على موقع مونزينجر (الألمانية)
- مايكل هيربغ على موقع ألو سيني (الفرنسية)
- مايكل هيربغ على موقع ميوزك برينز (الإنجليزية)
- مايكل هيربغ على موقع تيرنر كلاسيك موفيز (الإنجليزية)
- مايكل هيربغ على موقع أول موفي (الإنجليزية)
- مايكل هيربغ على موقع قاعدة بيانات الأفلام السويدية (السويدية)
- مايكل هيربغ على موقع ديسكوغز (الإنجليزية)
- مايكل هيربغ على موقع قاعدة بيانات الفيلم (الإنجليزية)